# حركية الإلكترون
في الفيزياء، تعتبر حركية الإلكترون أو انتقالية الإلكترون (أو ببساطة، الحركية أو الانتقالية) كمية تربط بين سرعة انجراف الالكترونات والمجال الكهربائي المسلط عبر مادة، وفقا للعلاقة:
{\displaystyle \,v_{d}=\mu E}
حيث
{\displaystyle \,v_{d}} سرعة الانجراف m/s (بوحدات إس آي) أوcm/s (بوحداتنظام وحدات سنتيمتر غرام ثانية).
{\displaystyle \,E} المجال الكهربائي المسلط V/(m (SI أوstatvolt/cm بوحداتcgs.
{\displaystyle \,\mu } الحركية (m2/(V·s, في وحدات إس آي، أوcm2/statvolt·s, بوحدات نظام وحدات سنتيمتر غرام ثانية. وحدة حركية ممزوجة من 1 (cm2/(V·s) = 0.0001 m2/(V·s تستعمل أيضا عادة.
أنها تطبيق للالكترونات ذات الظاهرة الأعم حركية كهربائية للجسيمات المشحونة لمائع تحت تأثير مجال كهربائي.
في أشباه الموصلات، يمكن تطبيق حركية على الإلكترونيات الفجوات.

## نظرة عامة للمفهوم
في المواد الصلبة، الالكترونات (في حالةأشباه الموصلات، كل من الالكترونات والفجوات سوف تتحرك حركة عشوائية في غياب المجال الكهربائي المسلط. لذلك، إذا تم أخذ متوسط الحركة خلال الزمن سوف لا تكون هناك حركة محصلة لحاملات الشحنة بأي اتجاه محدد.
لكن، عند تطبيق مجال كهربائي، سوف تتسارع الالكترونات في الاتجاه المعاكس لاتجاه المجال الكهربائي. إجمالي الزمن بين تسارعات نتيجة للمجال الكهربائي وتباطؤ الالكترونات نتيجية للتصادمات وتبعثير الاحداث المتشابكة (بسبب الفونونات، العيوب البلورية، الشواب، إلخ.) على متوسط المسار الحر بين الأحداث المتبعثرة ينجم عنه الكترونات ذات سرعة انجرافية. هذه الحركة الصافية للالكترونات ينبغي أن تكون ذات قيم مضاعفة أقل من الحركة التي يحدث بشكل طبيعي، وإلا فإن معادلة الحركية لن تعود صحيحة (أي، تكون سرعات الانجراف عادة في النحاس ذات مضاعفات 10−4(m·s−1) مقارنة بحركية لالكترون العشوائية 105 (m·s−1)).
حاملات الشحنة في شبه الموصل سيكون لها عموما سرعات انجرافية مختلفة لنفس المجال الكهربائي.
في البلازماء يوجد سلوك مماثل معى الأيونات والالكترونات الحرة.
في الفراغ، سوف تتسارع الالكترونات في مجال كهربائي وفقاً لقانون نيوتن الثاني للحركة (حتى تصل لسرعات نسبية). يدعى هذا «نقل بالستي». من غير الممكن الوصول لسرعة انجرافية في حالة مستقرة، عليه تكون الحركية غير معرفة للحركة الإلكترونية في الفراغ.
في الجسم الصلب، إذا كان على الالكترونات أن تتحرك لمسافة قصيرة جدا فقط (مسافة مقارنة بمقاس طول الحركة البراونية)، يكون شبه-النقل البالستي ممكناً.
بما أن الحركية دالة قوية غالبا لشوائب المواد والحرارة، ويتم تحقيقها تجريبياً، تكون قيم الحركية عموما موجودة في شكل جدول أو خريطة. الحركية مختلفة أيضا للالكترونات والفجوات في شبه موصل معطى.
يمكن كتابة دالة الحركية بعلاقة تقريبية كدمج من تأثيرات التشابكات الاهتزازية (الفونونات) ومن الشوائب بقاعدة ماتيسن Matthiessen's Rule (طورت من عمل أوغوستوس ماتيسن في 1864):
{\displaystyle {\frac {1}{\mu }}={\frac {1}{\mu _{\rm {lattice}}}}+{\frac {1}{\mu _{\rm {impurities}}}}}.

## أمثلة
الحركية النموذجية للإلكترون في Si عند درجة حرارة الغرفة (300 K) هي 1400 cm2/ (V·s) وحركية الفجوة حوالي 450 cm2/ (V·s).
لقد وجدت حركيات عالية جداً في بعض الأنظمة منخفضة البعد، مثل غازات الإلكترون ثنائية البعد (2DEG) (3,000,000 cm2/ V·s عند درجة الحرارة المنخفضة), أنابيب كربون نانونية (100,000 cm2/ V·s عند درجة حرارة الغرفة)  وأكثر مؤخراً، في غرافين (200,000 cm2/ V·s عند الدرجات المنخفضة).
لذا أشباه الموصلات العضوية (بوليمر، أوليغومر) التي طورت حتى الآن لها حركيات حاملة شحنة تحت 10 cm2/(V·s), وعادة أبطأ بكثير.

## صلتها بالتوصيلية
هناك علاقة بسيطة بين الحركية والتوصيلية الكهربائية. لنفرض أن nهي كثافة عدد الالكترونات، ولتكن μ تكون حركياتها. في المجال الكهربائي E, كل من هذه الالكترونات ستتحرك بمتجه سرعة -μE, من أجل كثافة تيار لـ n e μ E (حيث e هي الشحنة الأولية). لذلك، تحقق التوصيلية الكهربائية σ العلاقة:
{\displaystyle \sigma =ne\mu \,}
عند وجود أكثر من صنف، مثلا (لبلازما بالكترونات وأيونات، أو شبه موصل بإلكترونات وفجوات، تكون التوصيلية الاجمالية
{\displaystyle \sigma =\sum _{i}n_{i}\mu _{i}|q_{i}|\,}
حيث أن i النوني يحدد كثافة العدد ni, الشحنة qi, والحركية μi.